# Galliano (nome)
Galliano  è un nome proprio di persona italiano maschile.

## Varianti
- Maschili: Galiano[1][2], Gagliano[1][3], Galleano[2], Galeano[1][2], Gallieno[1][2], Galieno[2]
- Femminili: Galliana[1][2], Galiana[1][2], Galleana[2], Galeana[1][2], Galliena[2], Galiena[2]

## Origine e diffusione
Deriva dal tardo latino Gallianus, una forma estesa di Gallus (letteralmente "uomo delle Gallie"), di cui può sostanzialmente essere considerato una variante (di gran lunga più popolare dell'originale).
La diffusione del nome, almeno all'epoca del colonialismo in Africa, può essere dovuta anche alla fama del generale Giuseppe Galliano, che resistette alle forze di Menelik II nell'assedio di Macallè; la forma "Gallieno" può essere anche una ripresa colta del nome dell'imperatore romano Gallieno. 

## Onomastico
Il nome è adespota, cioè privo di santo patrono; l'onomastico può essere festeggiato il 1º novembre, giorno di Ognissanti.

## Persone

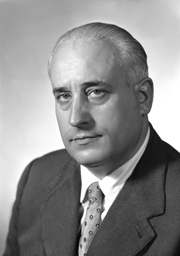
Galliano Gervasi

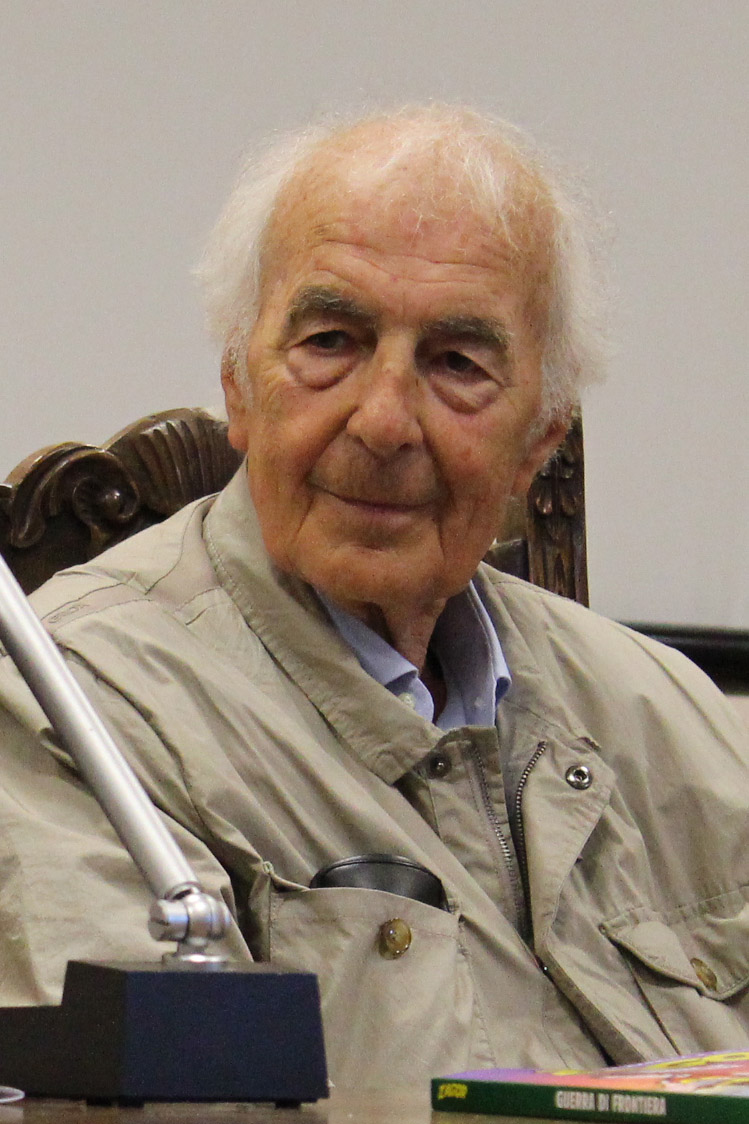
Gallieno Ferri

- Galliano Fogar, storico e partigiano italiano
- Galliano Gervasi, politico, partigiano e sindacalista italiano
- Galliano Masini, tenore italiano
- Galliano Mazzon, pittore italiano
- Galliano Parigi, calciatore italiano
- Galliano Rossini, tiratore italiano
- Galliano Sbarra, attore italiano

### Variante Gallieno
- Gallieno, imperatore romano
- Gallieno Ferri, fumettista italiano